# Ivesia pickeringii
Ivesia pickeringii är en rosväxtart som beskrevs av John Torrey. Ivesia pickeringii ingår i släktet Ivesia och familjen rosväxter. Inga underarter finns listade i Catalogue of Life.

## Bildgalleri

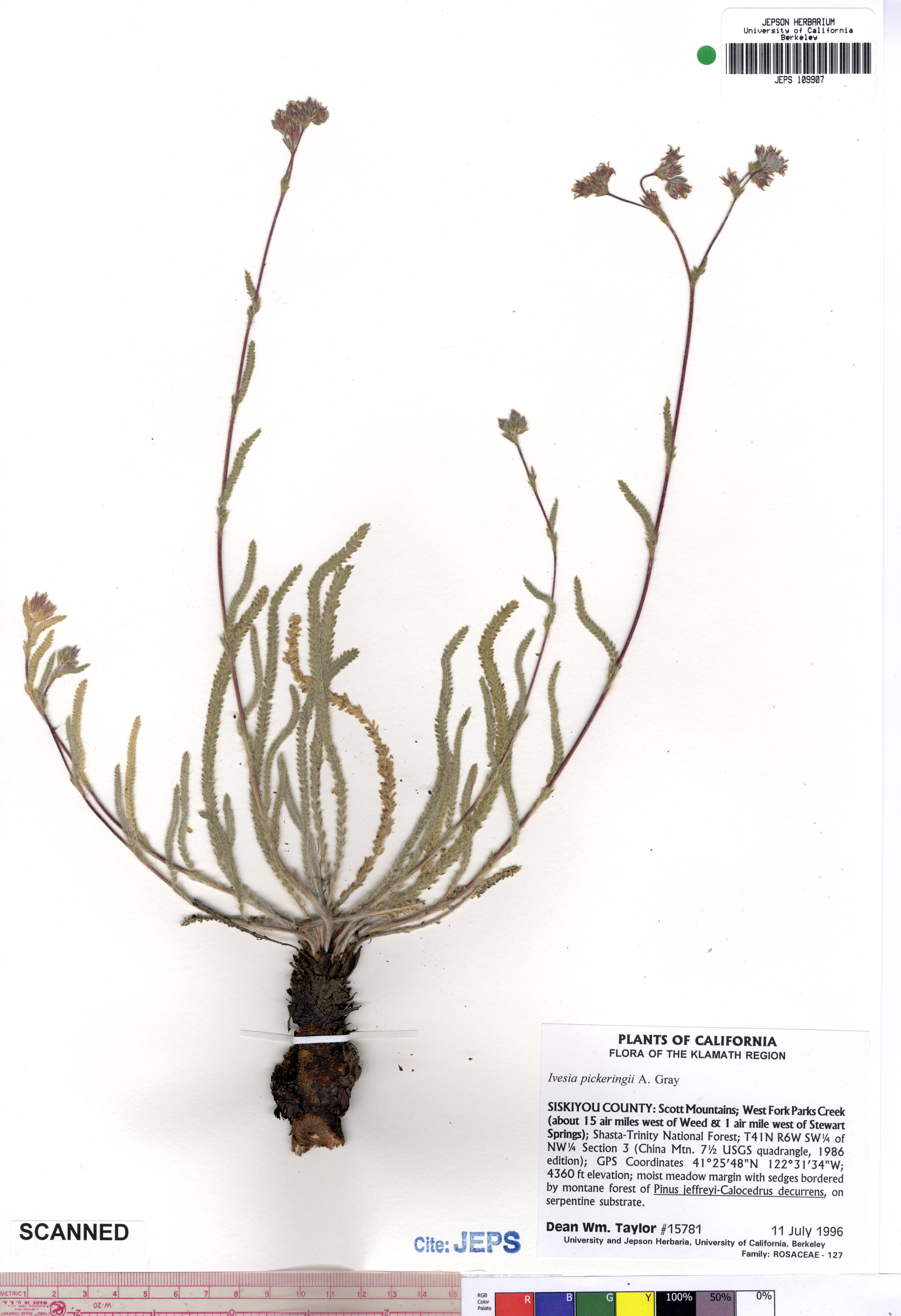